# Anania mesophaealis
Anania mesophaealis là một loài bướm đêm trong họ Crambidae.